# Fray Justo Santa María de Oro (departamento)
Fray Justo Santa María de Oro é um departamento da Argentina, localizado na província do Chaco.